# 96th Street (métro de New York)
96th Street est une station, établie en souterrain, de la ligne d'infrastructure IRT Broadway-Seventh Avenue du métro de New York. Elle est située, à l'intersection West 96th Street & Broadway, quartier Upper West Side, au nord de l'arrondissement de Manhattan, de la ville de New York aux États-Unis.
C'est une station historique ouverte, par l,Interborough Rapid Transit Company (IRT), en 1904. Exploitée par la New York City Transit Authority depuis 1940, elle est desservie, jour et nuit, par les rames du service 1 (rouge), du service 2 (rouge) et du service 3 (rouge) du métro.
Elle dispose de deux ensembles d'accès/sorties : le principal, dit Head house (en), est situé à l'extrémité nord, au milieu de Broadway proche de l'intersection avec la 96e rue, ainsi que des bouches avec escaliers à Broadway et à la 94e rue. Le Head house dispose d'ascenseurs, ce qui rend la station accessible, conforme à l'Americans with Disabilities Act (ADA) de 1990.

## Situation sur le réseau

Plan du métro de New York (2009)

### Infrastructure
Établie en souterrain, 96th Street, est une station de la ligne d'infrastructure du métro IRT Broadway-Seventh Avenue. 103rd Street, en direction du terminus nord, et la station 86th Street, en direction du terminus sud-est 86th Street.

### Service desserte
La station Cathedral Parkway – 110th Street est une station desservie tout le temps (jours et nuits) par les services rouges : desserte 1, desserte 2 et desserte 3 du métro de New York : sur le service 1, elle est située entre la station 86th Street, en direction du terminus nord Van Cortlandt Park – 242nd Street, et la station 86th Street, en direction du terminus sud South Ferry – Whitehall Street ; sur le service 2 elle est située entre la station Central Park Nord – 110th Street, en direction du terminus nord Wakefield – 241st Street, et la station 86th Street, en direction du terminus sud-est Flatbush Avenue – Brooklyn College (en) ; sur le service 3 elle est située entre la station Central Park Nord – 110th Street, en direction du terminus nord Harlem – 148th Street, et la station 72nd Street, en direction du terminus est New Lots Avenue.

## Histoire
La station 96th Street est mise en service le 27 octobre 1904